# Love Lost But Not Forgotten
Love Lost But Not Forgotten (conocido también como Love Lost o LLBNF), era una banda de emo y screamo nacida en St Peters, Misuri, el año 1997. La banda estaba compuesta por antiguos miembros de End Over End y The Paxidils. Eran reconocidos por su violencia en el escenario y por una alineación que incluía a veces dos vocalistas y un trío de guitarristas.

## Miembros
- Scott Fogelbach - voz, guitarra
- A.J. Doerhoff - guitarra
- Nathan Prater - voz
- Chris Grady - bajo
- Jason Emerick - guitarra
- Matthew Prater - batería
- Mike Schmidt - voz

## Discografía

### Demos
- 1998 - Self-Titled por Self-Released
- 1999 - Unfound EP por Self-Released
- 2002 - Self-Titled por Self-Released

### Álbumes
- 2000 - Love Lost But Not Forgotten por Happy Couples Never Last.
- 2002 - Upon the Right, I Saw a New Misery por Happy Couples Never Last.

### Split 7"
- 1999 - Love Lost But Not Forgotten / Joshua Fit For Battle por Normal Records.